# Liste der Kulturdenkmale in Schenefeld (Kreis Pinneberg)
In der Liste der Kulturdenkmale in Schenefeld sind alle Kulturdenkmale der schleswig-holsteinischen Stadt Schenefeld (Kreis Pinneberg) und ihrer Ortsteile aufgelistet (Stand: 10. März 2025).

## Legende
In den Spalten befinden sich folgende Informationen:
- Objekt-ID: die Nummer des Kulturdenkmales
- Lage: die Adresse des Kulturdenkmales und die geographischen Koordinaten. Kartenansicht, um Koordinaten zu setzen. In der Kartenansicht sind Kulturdenkmale ohne Koordinaten mit einem roten Marker dargestellt und können in der Karte gesetzt werden. Kulturdenkmale ohne Bild sind mit einem blauen Marker gekennzeichnet, Kulturdenkmale mit Bild mit einem grünen Marker.
- Offizielle Bezeichnung: Bezeichnung des Kulturdenkmales
- Beschreibung: die Beschreibung des Kulturdenkmales
- Bild: ein Bild des Kulturdenkmales

## Gründenkmale
| Objekt-ID      | Lage                                     | Offizielle Bezeichnung | Beschreibung | Bild                             |
| -------------- | ---------------------------------------- | ---------------------- | --- | -------------------------------- |
| 41403 Wikidata | Hauptstraße (53° 36′ 10″ N, 9° 49′ 7″ O) | Doppeleiche            | Doppeleiche; 1898; zum 50-jährigen Jubiläum der Schleswig-Holsteinischen Erhebung gepflanzt; mit Gedenkstein - Begründung: geschichtlich, wissenschaftlich, städtebaulich - Schutzumfang: Doppeleiche, Gedenkstein - Denkmaltyp: Gründenkmal | weitere Fotos \| Fotos hochladen |

## Ehemalige Kulturdenkmale
Bis zum Inkrafttreten der Neufassung des schleswig-holsteinischen Denkmalschutzgesetzes am 30. Januar 2015 waren in der Gemeinde Schenefeld nachfolgend aufgeführte Objekte als Kulturdenkmale gemäß §1 des alten Denkmalschutzgesetzes (DSchG SH 1996) geschützt:
| Objekt-ID | Lage                                                   | Offizielle Bezeichnung             | Beschreibung | Bild            |
| --------- | ------------------------------------------------------ | ---------------------------------- | ------------ | --------------- |
|           | Blankeneser Chaussee 185 (53° 35′ 5″ N, 9° 49′ 22″ O)  | Villa                              |              | BW              |
|           | Friedrich-Ebert-Allee 21 (53° 36′ 31″ N, 9° 50′ 33″ O) | ehem. Maschinenhalle mit Bürotrakt |              | Fotos hochladen |
|           | Friedrichshulde (53° 36′ 37″ N, 9° 49′ 28″ O)          | Gefasste Quelle                    |              | Fotos hochladen |
|           | Gorch-Fock-Straße 51 (53° 36′ 18″ N, 9° 51′ 13″ O)     | Schule                             |              | Fotos hochladen |
|           | Halstenbeker Chaussee 7 (53° 36′ 17″ N, 9° 48′ 57″ O)  | ehemalige Knochenmühle             |              | Fotos hochladen |
|           | Hauptstraße 84 (53° 36′ 9″ N, 9° 49′ 8″ O)             | Wohnhaus                           |              | Fotos hochladen |
|           | In de Masch 1 (53° 36′ 1″ N, 9° 49′ 39″ O)             | Hallenhaus                         |              | Fotos hochladen |
|           | Nedderstraße 33 (53° 36′ 7″ N, 9° 49′ 20″ O)           | Wohn- und Wirtschaftsgebäude       |              | Fotos hochladen |
|           | Nedderstraße 37 (53° 36′ 7″ N, 9° 49′ 23″ O)           | Wohngebäude                        |              | Fotos hochladen |